# Claire Lee Chennault
Pour les articles homonymes, voir Chenault.
Claire Lee Chennault, né le 6 septembre 1893 à Commerce (Texas) et mort le 27 juillet 1958 à La Nouvelle-Orléans, est un général d'aviation américain. Fondateur de l'escadrille des Tigres volants pendant la seconde guerre sino-japonaise, puis responsable de l'aviation américaine en Chine pendant la Seconde Guerre mondiale, il est considéré comme un héros de guerre à la fois en Chine et aux États-Unis. Il est l'époux de la femme politique Anna Chennault.

## Biographie
Claire Lee Chennault est d’ascendance française huguenote et compte parmi ses ancêtres lointains Sam Houston, fondateur du Texas, et Robert Lee, général de l'Armée des États confédérés durant la guerre de Sécession. Sa mère descend d'une vieille famille de propriétaires terriens de Louisiane. Élevé dans la ville de Waterproof, Louisiane, il ment sur son âge afin de pouvoir entrer dès sa sortie du lycée à l'université d'État de Louisiane.

### Carrière militaire
Il reçoit ensuite la formation du Reserve Officers and Training Corps, et s'initie à l'aviation au sein de l'United States Army Air Corps, devenant ensuite instructeur durant la Première Guerre mondiale. Il sert ensuite au sein de diverses unités de l'Armée de l'air américaine, avant de quitter le service actif en 1937, du fait de désaccords avec ses supérieurs et de problèmes d'ouïe.
Chennault propose alors ses services au gouvernement de la république de Chine, et devient en juin 1937 conseiller à l'aviation de Tchang Kaï-chek, qui, réfugié au centre du pays continue à le diriger et à organiser la lutte contre l'envahisseur japonais et l'Armée nationale révolutionnaire. La seconde guerre sino-japonaise, commence un mois après son arrivée en Chine : durant le conflit, il contribue à la stratégie de l'Armée de l'air chinoise. Il travaille à partir de l'été 1938 sous la supervision directe de Song Meiling, l'épouse de Tchang Kaï-chek, qui dirige la commission aéronautique, et lui demande de monter une force aérienne sur le modèle de l'Armée de l'air américaine. Chennault travaille alors à monter une escadrille de pilotes étrangers.
À partir de 1940, pour parer à la gravité de la situation militaire chinoise, Chennault demande l'aide du gouvernement américain. Les États-Unis sont alors officiellement neutres dans le conflit, mais le programme Lend-Lease permet au président américain Franklin D. Roosevelt d'autoriser l'envoi d'une série de Curtiss P-40 Warhawk. Par l'entremise d'une société militaire privée (la CAMCO), Chennault recrute 300 Américains, techniciens et pilotes, entrés officiellement en Chine. Composée de soldats volontaires, mais aussi d'aventuriers et de mercenaires, cette équipe constitue la première contribution officieuse des États-Unis dans le conflit en Chine.
À la fin de l’été 1941, son équipe est officiellement reconnue sous le nom de American Volunteer Group (Groupe de volontaires américains, ou AVG), dans un phénomène politico-juridique comparable avec celui des Brigades internationales de la guerre d’Espagne. Formée officiellement en août, l’escadrille de chasse connue sous le nom de Tigres volants en Chine participe durant sept mois aux combats contre les Japonais dans le cadre de la seconde guerre sino-japonaise et de la campagne de Birmanie. Chennault réintègre officiellement l'armée américaine, avec le grade de colonel (puis lieutenant général) : en juillet 1942, les Tigres volants sont dissous et incorporés à l'United States Army Air Forces. En mars 1943, Chennault prend le commandement de la 14th USAAF, qui comprend une partie du personnel des Tigres volants.

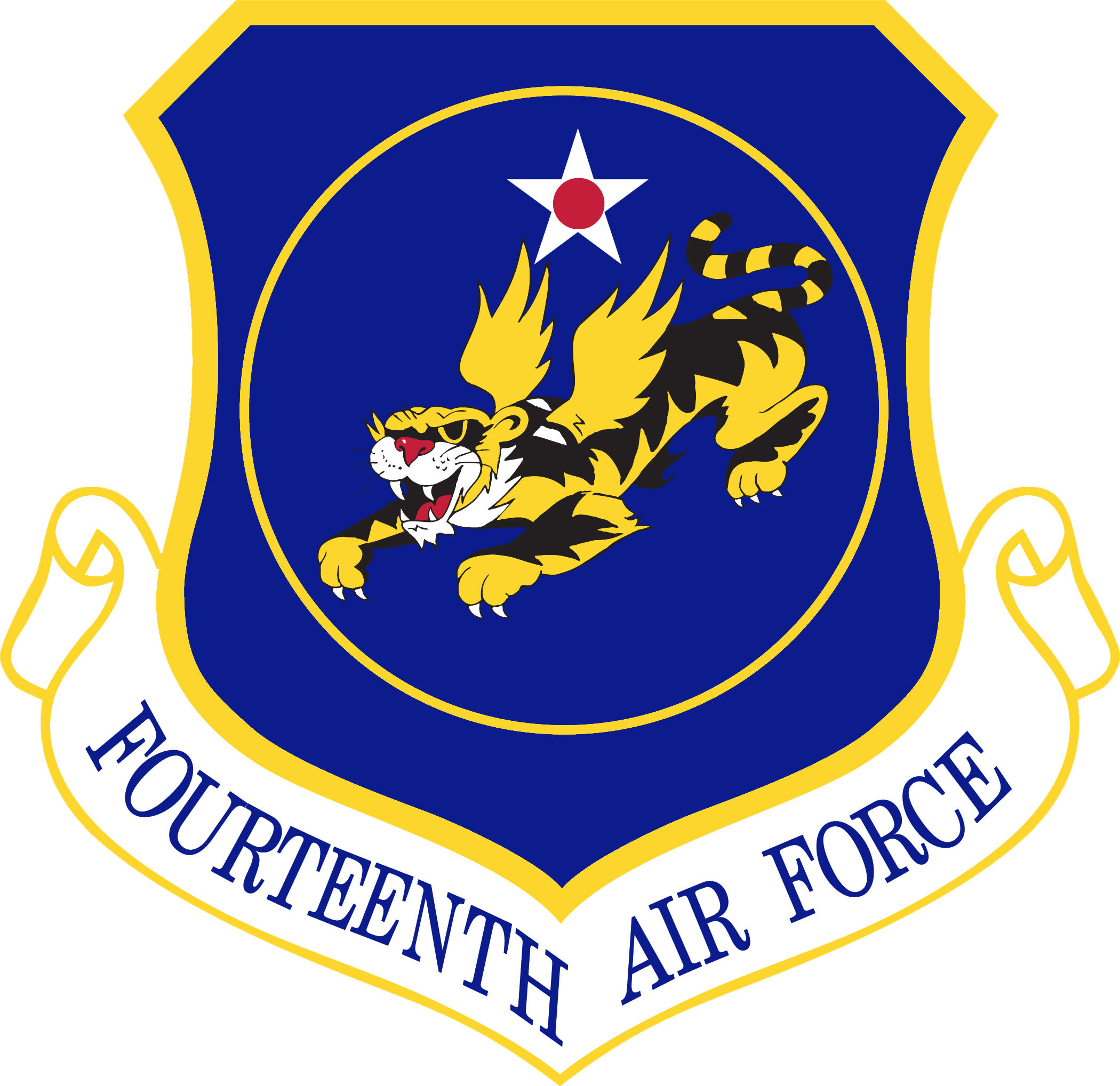
Insigne de la USAAF.

Chennault entre notamment en conflit avec le général Joseph Stilwell, conseiller militaire délégué par les États-Unis auprès de Tchang Kaï-chek : Chennault, soutenu par Tchang, pousse à une action plus concertées des forces américaines en Chine contre les Japonais, tandis que Stilwell privilégie l'appui aérien à la guerre en Birmanie et plus généralement la guerre terrestre.
La guerre aérienne du théâtre d’opérations CBI (Chine-Birmanie-Inde) utilise comme point stratégique le transport par-dessus de The Hump (La Bosse) de l'Himalaya avec des bimoteurs de transport Curtiss C-46 Commando et Douglas C-47 Skytrain, afin d'assurer le ravitaillement des forces alliées entre la Chine et la Birmanie. En 1943, les Japonais repassent à l'offensive aérienne et en 1944, dans le cadre de l'opération Ichi-Go, ils parviennent à prendre certaines des bases de Chennault en Chine. L'offensive échoue cependant à stopper les attaques de l'armée de l'air américaine, qui déplace simplement ses bases d'opération. En 1945, l'aviation américaine contribue à stopper une nouvelle offensive japonaise à l'ouest du Hunan, dans le cadre de la contre-attaque générale chinoise.
Le 10 août 1945, il démissionne de son commandement.

### Retour à la vie civile
Démobilisé après la guerre, Chennault reste actif en Asie et crée en 1946 la compagnie aérienne Civil Air Transport (CAT) qui apporte une importante aide logistique aux nationalistes durant la guerre civile chinoise et qui assure, en 1948-1949, le transfert de plusieurs milliers de Chinois entre la Chine continentale et Taïwan. En 1951, la compagnie est rachetée par une société faîtière contrôlée par la CIA ; elle est rebaptisée plus tard Air America. Elle joue un rôle (discret) lors de la guerre de Corée ; ses services sont également loués par les Français durant la guerre d'Indochine pour assurer les ravitaillements lors de la bataille de Ðiện Biên Phủ. Le personnel du Civil Air Transport fonde la compagnie Cathay Airlines et China Airlines dans des combinaisons entrelacées.
En 1947, Chennault épouse par ailleurs une Chinoise, Chen Xiangmei, née en 1923, plus connue sous le nom de Anna Chennault, et active par la suite aux États-Unis comme représentant d'intérêts en faveur de l'État de Taïwan.
Il meurt le 27 juillet 1958 d'un cancer du poumon dans un hôpital militaire et est enterré au cimetière national d'Arlington.